# Koninklijke Boeckenberg KC
Koninklijke Boeckenberg Korfbal Club, kortweg BKC, is een Belgische korfbalclub uit Deurne.  

## Geschiedenis
De club werd opgericht op 6 maart 1932 en is aangesloten bij de KBKB met stamnummer 21. Boeckenberg komt zowel in de veld- als zaalcompetitie uit op het hoogste niveau. De bijnaam van de spelers zijn De Panters. 
Aanvankelijk was de club gehuisvest in het Boekenbergpark te Deurne en maakte vijf jaar na haar oprichten haar debuut in de Eerste klasse van de veldcompetitie. Een eerste sportief hoogtepunt beleefde de club in de jaren 70 met twee zaaltitels ('74 en '76) en een hardbevochten veldtitel tegen Kon. ATBS Korfbal in 1976.
Na nog enkele in eerste klasse moest de club in 1990 degraderen. De malaise in de club zette zich verder en in 1998 degradeerde de club opnieuw. Promoties en degradaties volgden elkaar vervolgens op en het duurde tot 2002 vooraleer de club terugkeerde naar de Korfbal-League. Sindsdien is de club een vaste waarde in de top van het klassement.
Sinds de zomer van 2010 is de club gevestigd in het Drakenhof. In 2019 werd in de schoot van de sportvereniging zusterclub Blauw Wit KV opgericht.

## Infrastructuur
De speelaccommodatie is gelegen in het Boeckenberg Sportcenter te Deurne.

## Palmares
| Aantal | Titel                    | Editie                                                                          |
| ------ | ------------------------ | ------------------------------------------------------------------------------- |
| 9x     | Finalist Europa Cup      | 2008, 2009, 2010, 2012, 2013, 2014, 2016, 2017 en 2019                          |
| 7x     | Landskampioen (veld)     | 1976, 2011, 2013, 2014, 2015 ,2016 en 2024                                      |
| 14x    | Landskampioen (zaal)     | 1974, 1976, 2007, 2008, 2009, 2011, 2012, 2013, 2015, 2016, 2018,20202023, 2025 |
| 7x     | Winnaar Beker van België | 2008, 2009, 2010, 2011, 2014 en 2017 2025                                       |

## Individuele prijzen
| Korfballer van het jaar - Luc Van Hemel (1972) - Duke Cornelissens (1984 en 1988) - Jesse de Bremaeker (2012 en 2019) - Jeffrey Campers (2013) - Nick Janssens (2015) | Korfbalster van het jaar - Liliane Pooters (1968 en 1972) - Véronique Biot (2008) - Sofie Goossens (2011) - Nikki Schilders (2015 en 2016) |

## Bekende (ex-)spelers
- Nancy Baele
- Joppe Bellemans
- Véronique Biot
- Jeffrey Campers
- Duke Cornelissens
- Jesse De Bremaeker
- Gert Degenaers
- Jordan de Vogelaere
- Jarrett De Vriendt
- Tibo Dujardin
- Davor Duronjic
- Sara Goossens
- Sofie Goossens
- Christoph Hellemans
- Nick Janssens
- Jonas Lemmens
- Tess Mathis
- Tine Pirquin
- Liliane Pooters
- Nikki Schilders
- Brent Struyf
- Cindy Van Autreve
- Karen Van Camp
- Lisa Van Gorp
- Luc Van Hemel
- Viviane Verbeeck
- Tess Voshart